# Ботанический сад Хмельницкого национального университета
Ботани́ческий сад Хмельни́цкого национа́льного университе́та (укр. Ботані́чний сад Хмельни́цького націона́льного університе́ту) — памятник природы в городе Хмельницком. На его территории растут цветочно-декоративные растения, хвойные деревья и кусты, которые используются в научных и учебных целях. Ботанический сад Хмельницкого национального университета является объектом природно-заповедного фонда области и ботаническим садом местного значения: 2,21 гектара его территории в соответствии с решением двадцать четвёртой сессии Хмельницкого областного совета от 18 ноября 2009 года № 20-24/2009 охраняются законом; общая площадь составляет 4,8 гектара. Директор ботанического сада — кандидат биологических наук, доцент кафедры экологии Людмила Казимирова.

## История

### Основание
Программа развития Технологического университета Подолья (современное название — Хмельницкий национальный университет) с 2002 по 2006 год предусматривала ландшафтное обустройство территории университета и создание ботанического сада. В 2002 году были решены юридические вопросы, касающиеся земель университета. Раньше некоторые территории были самозахваченные. Перед созданием ботанического сада нужно было ликвидировать огороды, гаражи и торговые площадки. Проект «Строительство гидротехнических сооружений и проведение подготовительных работ под закладку ботанического сада на территории Технологического университета Подполья» был разработан Хмельницким филиалом «Львовдипроводгоспа». «Проект ландшафтного обустройства территории, озеленения и благоустройства университета» начал развиваться при поддержке представителей Национального лесотехнического университета Украины. Создание ботанического сада на территории Хмельницкого национального университета поддержал городской глава Николай Приступа, который осуществил финансовую поддержку этого проекта с бюджета городского совета. Работы по озеленению территории начались осенью 2002 года, когда перед четвёртым корпусом университета создали клумбы и посадили новые виды растений.
В 2003 году были проведены основные строительные и агротехнические работы: расчищены водоёмы, создана система полива, проложены дорожки и тропинки, установлено металлическое ограждение, длина которого составила 1 407 метров. Для осуществления проекта завезли 80 м³ камня и больше 2 000 м³ грунта.
О закладке ботанического сада было объявлено 30 октября 2003 года во время проведения Всеукраинской научно-практической конференции «Пути решения экологических проблем урбанизированных территорий: наука, образование, практика». Состоялась посадка первых коллекционных растений: ореха медвежего, магнолии Кобус, метасеквойи глиптостробоидной, ели колючей, которые были подарены хмельничанам Национальным ботаническим садом имени Н. Н. Гришко НАН Украины, Национальным дендропарком «Софиевка» НАН Украины, Ботаническим садом Национального лесотехнического университета Украины и Ботаническим садом Львовского университета имени Ивана Франко.
Весной 2004 года ректором университета Николаем Скибой была утверждена концепция ботанического сада и его штат. Объект стал структурным подразделением университета, основным заданием которого было сохранение и пополнение ботанических коллекций. На его базе стало возможным проведение работ образовательного, учебного и научного характера.
Проект, согласно которому началось сооружение сада, принадлежал Владимиру Кучерявому — заведующему кафедры ландшафтной архитектуры садово-паркового хозяйства и урбоэкологии Национального лесотехнического университета Украины. Выполнение работ, которые влияют на функционирование ботанического сада, положено на структурные подразделения, которые относятся к административно-хозяйственной части университета и службы охраны. Студенты дневной формы обучения помогают в обустройстве секторов ботанического сада. Кроме того, ботанический сад является базой для прохождения ландшафтно-экологической и общей экологической практики студентами специальности «Экология и охрана окружающей природной среды».

### Создание экспозиций

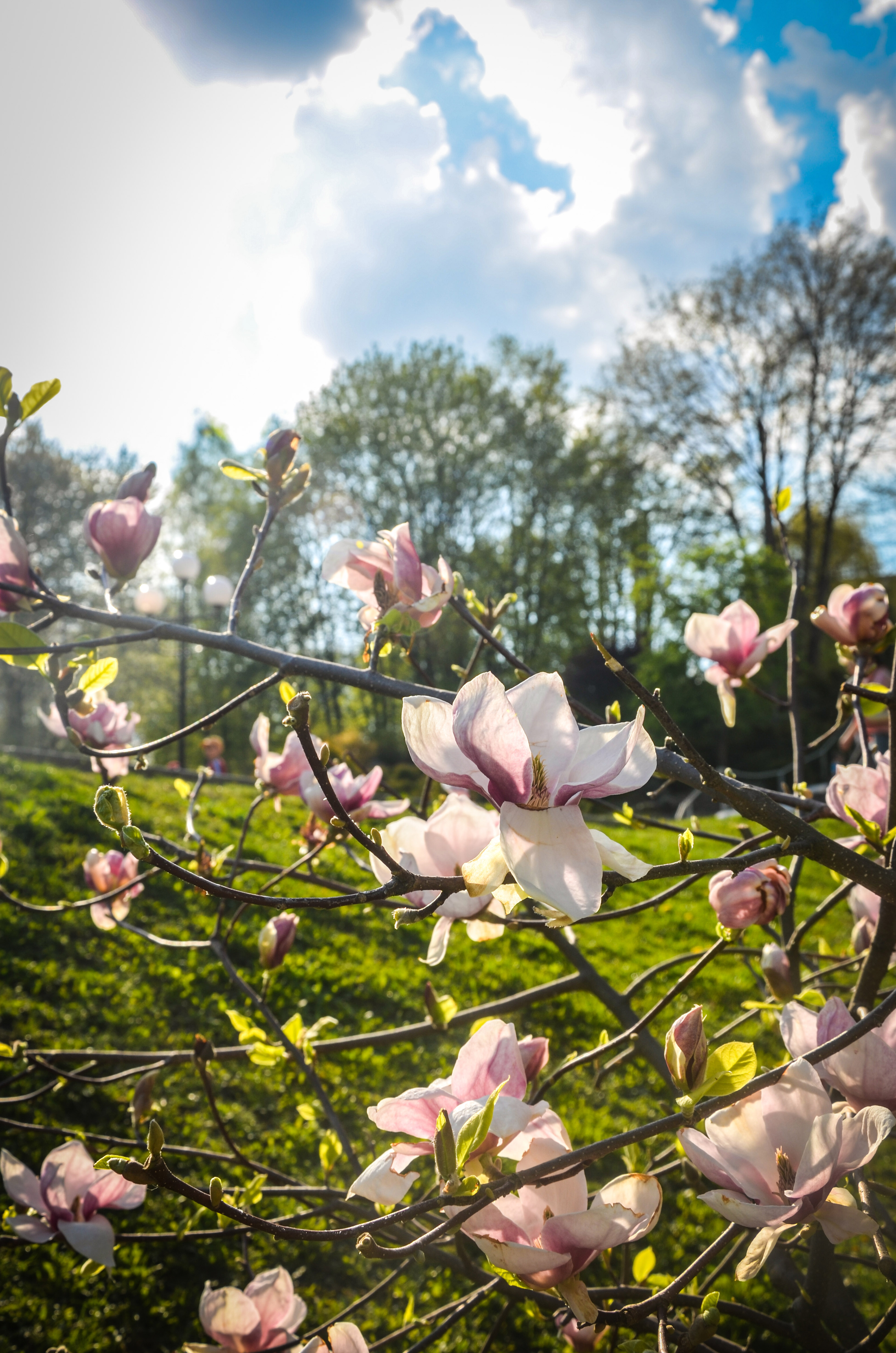
Магнолии в ботаническом саду Хмельницкого национального университета

На протяжении 2004—2005 годов был создан Японский сад площадью 0,5 гектара. Идея его основания принадлежит научному консультанту и профессору В. П. Кучерявому. Проект был разработан работниками ботанического сада и кафедры ландшафтной архитектуры Национального лесотехнического университета Украины. Определённый спектр работ выполняли студенты Хмельницкого университета. На протяжении сентября и октября 2004 года в три смены на территории ботанического сада работало около 1800 студентов. Была проведена планировка территории, перенесены и выложены 70 м³ камней, насыпан шар плодородной почвы. При создании Японского сада специалисты использовали элементы-символы: «медузу», «бассейн», «протектор», «листок» и «черепаху». Главным элементом символического Японского сада считается композиция из камня, которая напоминает черепаху.
Также здесь можно увидеть композицию из пяти символических камней, тиса ягодного и гинкго двулопастного, окружённых деревянными столбиками. Камни символизируют институты дневной формы обучения. На территории ботанического сада Хмельницкого национального университета расположена ещё одна группа камней, которая выступает символом Веры, Надежды, Любви и Софии. Возле неё высажены разноцветные цветы. В общем в Японском саду обустроены следующие участки: равнинная, ландшафтная, холмисто-каменная и рокарий «Ход времени». Местом постройки последней был выбран крутой склон. Создана она в виде четырёх террас. Располагается напротив Символического сада. Листья, камни и цветы и их цветовая гамма показывают жизненный цикл человека от рождения до смерти. Проводится аналогия с временами года.
На территории перед учебным корпусом № 4 была заложена каменная горка. На склоне балки появилась экспозиция с хвойных растений. Для этих работ были привлечены субподрядные организации и студенческие строительные отряды.
Экспозиция «Лиственные растения» была заложена в 2004 году. Местом её расположения стал левый склон балки. Это местоположение моноколлекций таволги, гортензии, вейгелы и разных видов покрытосеменных древесных растений. В 2006 году состоялась посадка Деканатского берёзовой рощи на склоне от улицы Институтской. В День окружающей среды-2007 напротив корпуса № 5 высадили Платонову аллею. На правом склоне балки располагается экспозиция дендрария под названием «Голосеменные растения». Подпорная стена одного из зданий декорирована Зелёной стенкой. Она создана из вьющихся растений на шпалере. В 2007 году в верхней части балки заложили участок Малого Полесья. Студенты расчистили природные источники и высадили саженцы дуба обыкновенного и сосны европейской. На западном склоне улицы Институтской размещается Сад папоротников, в котором растут папоротниковидные, присущие флоре Хмельницкой области. В сентябре 2008 года началось формирование Карпатарию на самом крутом участке склона. Там высадили коллекцию растений карпатской флоры. Организаторы приурочили это событие к восхождению преподавателей на Говерлу. До Дня окружающей среды-2008 была приурочена посадка аллеи магнолий возле ограды университета.
На протяжении 2009—2011 годов был реализован проект «Долина познания». В программе деятельности ректора Хмельницкого национального университета на 2008—2015 года предусмотрено создание рассадника декоративных растений та территории роста Товтровой гряды, Сада химер, вьющихся растений, Сада беспрерывного цветения и Сада розоцветных. Предусмотрено строительство теплицы и оранжереи.
С 2010 года началось создание экспозиции «Страна знаний» на территории Японского сада. Основной целью экспозиции является демонстрация пути знания человека и идеи сочетания жизни и научной деятельности. В центральной части экспозиции располагается самый большой камень, который символизирует философские знания. Была выложена пошаговая японская дорожка нобедан. Для её создания использовали камушки плоской формы. Композиция, которая символизирует общественные и исторические науки, размещается на пересечении этих дорожек. Изображение стрекозы является олицетворением естественных наук. Аллегорией географических знаний стали «горы», для создания которых использовали большие глыбы. Чтобы изобразить физико-математические знания, выбрали камни, формой похожие на геометрические фигуры. В мае 2010 года был заложен розарий, в коллекции которого можно увидеть все селекционные группы роз. В церемонии открытия принимали участие ветераны Второй мировой войны.
29 октября 2011 года между третьим и четвёртым корпусами университету заложен Сад студенческой дружбы. Его основали участники Всеукраинской студенческой конференции «Органы студенческого самоуправления в пространстве высшего образования Украины». В Саду студенческого досуга во внутреннем дворике одного из корпусов расположены фонтан и коллекция рододендронов.
На протяжении 2012 года открылись новые экспозиционные участки, создание которых было приурочено к празднованию 50-летия университета.

## Коллекции растений

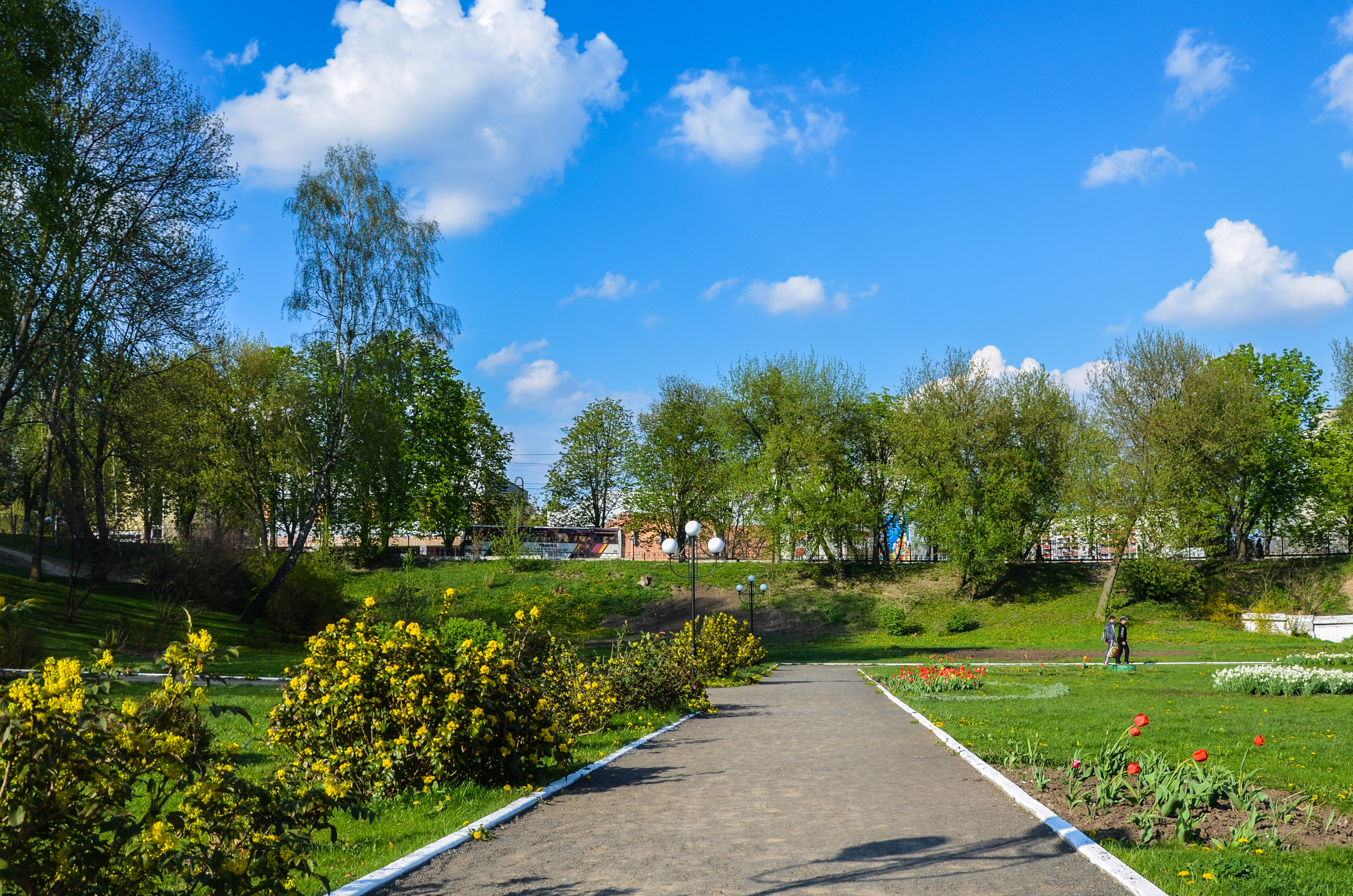
На территории ботанического сада растёт около 20 тысяч растений

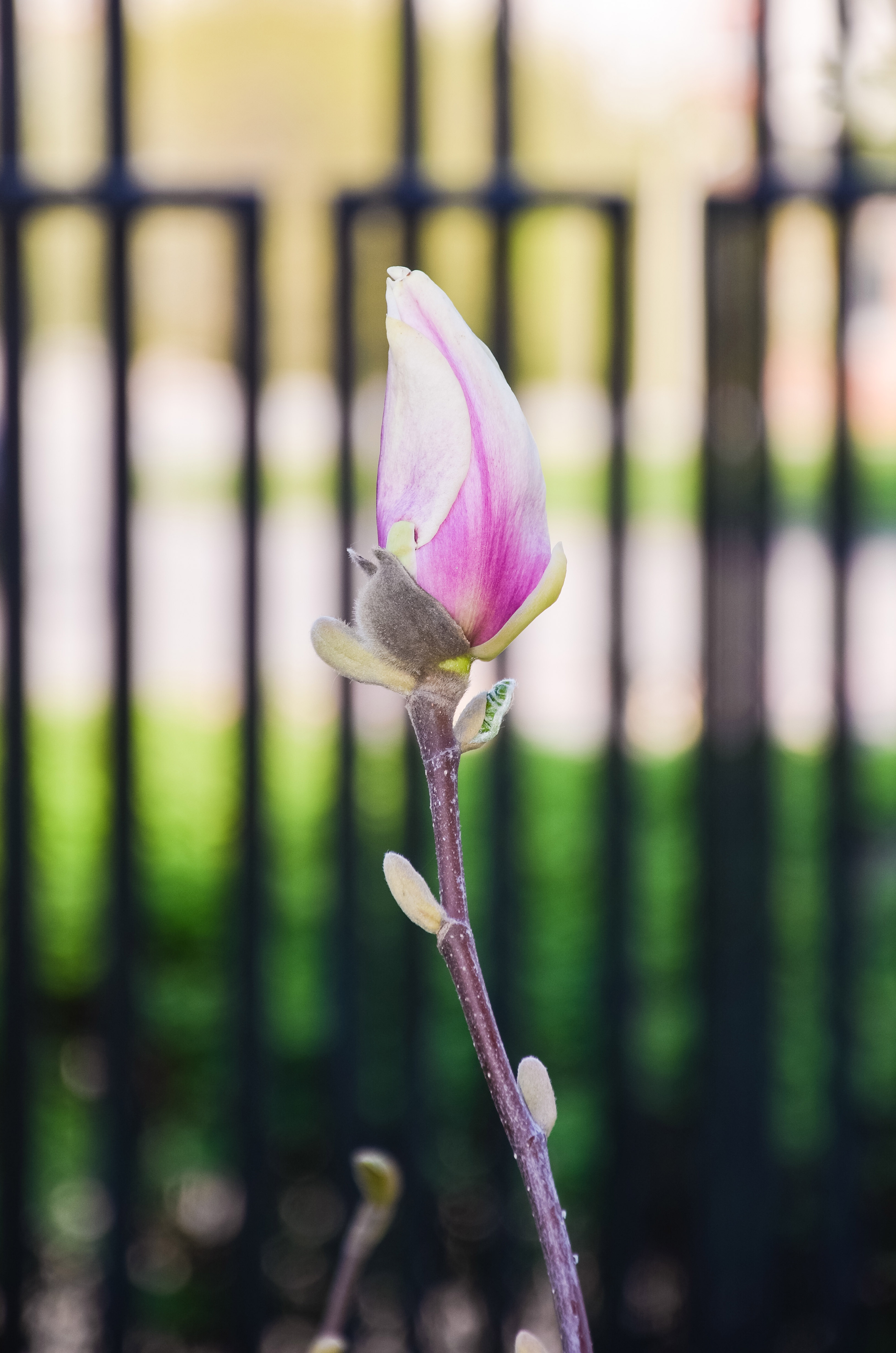
Магнолии начинают цвести в ботаническом саду

Общее число растений, которые растут на территории ботанического сада составляет около 20 тысяч экземпляров, в том числе более 7 тысяч многолетних декоративно цветущих растений и более 1400 деревьев и кустарников хвойных и лиственных пород.
На момент основания ботанического сада не существовало ни одной ботанической коллекции, поэтому формирование его фонда началось от самих основ. Территорию заведения поделили на несколько секторов: декоративной дендрологии, альпинария, декоративно цветущих растений, травянистой флоры и мониторинга растительного покрова Волыно-Подолья, интродукции древесных растений и ландшафтного дизайна.
Среди растений ботанического сада в Хмельницком выделяют гинкго двулопастный, магнолии, тис ягодный, метасеквойю и тюльпанное дерево. В коллекции сада насчитывают 32 вида растений, занесённых в Красную книгу Украины. Сад насчитывает 610 наименований, видов и сортов культурных растений, из них около 120 видов среднеазиатской флоры. Осенью 2009 года на территории ботанического сада было 724 таксона, а весной 2012 года коллекционный фонд памятника природы состоял из 812 таксонов.
В 1950-х годах на территории современного ботанического сада были посажены агролесомелиоративные полосы из дуба обыкновенного. До XXI века сохранилась часть западной полосы, известная как Подольская дубрава, её протяжённость составляет 226 м, а ширина колеблется от 8 до 30 м. Она используется для интродукции растений природной флоры. Ещё одна часть западной полосы, называемая Малой дубравой, сохранилась возле учебно-производственной базы № 1, её площадь составляет 0,021 га. На этом участке растут виды, которые охраняются на территории Хмельницкой области, занесены в Красную книгу Украины или международные охранные списки, в частности, редкие весенние цветы Хмельнитчины.
Длина юго-восточной агролесомелиоративной полосы рядом с учебным корпусом № 1 и общежитием № 1 достигает 90 м. Её ширина колеблется от 7 до 14 м. На одном из участков ботанического сада создана каменистая горка, на которой было собрано около сотни многолетних травянистых растений.
Территория рябинника, посаженного в 1980-х годах, содержит более чем 170 деревьев рябины обыкновенной, кусты и деревья других видов. Часть рябинника выделена под этноботанический уголок, в котором растут подсолнечники, бархатцы, мальвы, георгины и люпин.
Долина цветов располагается в нижней части заводи речки Немыйки. В ней растут нарциссы, фиалки, незабудки, тюльпаны, бурачки, шалфеи, агератумы, астры, петунии. На этой территории собирают семена однолетних растений.
Голосеменные растения в ботаническом саду Хмельницкого национального университета представлены двумя классами, которые объединяют 95 таксонов. Среди растений экспозиции выделяются веймутова, чёрная, сибирская и горная сосны, а наибольшей по численности экспонатов является семейство Кипарисовые. В частности, тут растут туи японская, восточная, западная, складчатая, можжевельники казацкий, ползучий, виргинский, чешуйчатый, китайский, обыкновенный. Двести шесть видов и 64 формы лиственных деревьев составляют коллекции ботанического сада. Насаждения, которые были сделаны до основания ботанического сада, являются фоном для новосозданных экспозиций. Среди таких видов дуб черешчатый, клён остролистный, липа сердцевидная, рябина обыкновенная. Растения семейства Магнолиевые являются одними из первых коллекционных экспонатов, которые появились на территории природоохранного объекта. К этому семейству относят тюльпанное дерево и восемь видов магнолий. На территории ботанического сада растут бук европейский, дуб пробковый, клён пальмовидный, девичий виноград триостренный, лимонник китайский, плющ обыкновенный, глициния китайская, падуб остролистный, калина сморщеннолистная, самшит вечнозелёный. Коллекционный фонд декоративно цветущих травянистых растений насчитывает 366 таксонов. Растут растения, которые происходят из горных районов Северной Америки, Азии, Европы, и почвопокровные растения. Коллекция тюльпанов, гиацинтов, шафранов и нарциссов систематически пополняется. Большой по размерам является коллекция раннецветущих растений Хмельнитчины, которая представлена родами Медуница, Пролеска, Чистяк, Равноплодник, Ветреница.
В ботаническом саду растут растения, занесённые в Красную книгу Украины, среди них: горицвет весенний, шафран банатский, прострел луговой, подснежник белоснежный, астра альпийская, лилия кудреватая, ирис сибирский, фиалка белая, тис ягодный. Здесь можно встретить также локально редкие растения, которые охраняются на территории Хмельницкой области: плющ обыкновенный, лопух дубравный, многоножка обыкновенная, ветреница лесная, медуница узколистная, первоцвет весенний, ирис безлистный, голокучник дубовый, медуница мягкая, лук подольский и другие. На отдельных участках экспозиции сосредоточены барбарисы, туи, гибискусы, гортензии, форсайтии. Расположены клумбы, которые имеют правильную геометрическую форму. На них растут хвойные и цветочно-декоративные растения.